# Vestido pra Casar
Vestido pra Casar é um filme de comédia brasileiro de 2014, dirigido por Gerson Sanginitto e Paulo Aragão Neto e protagonizado por Leandro Hassum.

## Sinopse
No dia de seu casamento com Nara (Fernanda Rodrigues), Fernando (Leandro Hassum) acidentalmente rasga o vestido de Valentina (Renata Dominguez), uma mulher casada que estava com o amante Ceição (Marcos Veras) na hora do incidente. Juntos, Fernando, Valentina e Ceição embarcam em uma louca jornada para encontrar o único outro modelo feito pelo estilista para que o marido dela não desconfie da traição, se metendo em várias enrascadas no caminho, especialmente quando um paparazzi começa a segui-los.

## Elenco
- Leandro Hassum como Fernando
- Renata Dominguez como Valentina
- Marcos Veras como Ceição
- Fernanda Rodrigues como Nara
- André Mattos como Eraldo
- Adriana Garambone como Mariazinha
- Tonico Pereira como Belisário
- Catarina Abdalla como Tia Nenê
- Júlia Rabello como Letícia
- George Sauma como Pompilho
- Érico Brás como Jean-Luc
- Eliezer Motta como Geraldo